# Rieber-Mohnberget
Der Rieber-Mohnberget ist ein teilweise verschneiter Nunatak in der Heimefrontfjella des ostantarktischen Königin-Maud-Lands. Er ragt aus den im südwestlichen Teil der Milorgfjella auf.
Wissenschaftler des Norwegischen Polarinstituts benannten ihn 1988 nach dem Rechtsanwalt Fredrik Wesenberg Rieber-Mohn (1892–1944), einem Anführer des militärischen Widerstands in Bergen gegen die deutsche Besatzung Norwegens im Zweiten Weltkrieg, der am 30. Mai 1944 im KZ Natzweiler-Struthof gestorben war.